# Jedrska elektrarna Krško
Jedrska elektrarna Krško (kratica JEK ali Jek, uradno Nuklearna elektrarna Krško – NEK ali Nek) je edina slovenska jedrska elektrarna. Deluje od leta 1983, zgradila jo je družba Westinghouse. Jedrski reaktor je tlačnovodnega tipa največje moči 727 MW, zaradi potreb lastnega delovanja pa pošilja v omrežje 696 MW.
Jedrska elektrarna Krško stoji v kraju Vrbina na levem bregu Save 2 km od Krškega proti Brežicam. Lokacija jedrske elektrarne Krško je bila izbrana po obsežnem tehtanju geografskih, demografskih, geoloških, seizmoloških, hidroloških, meteoroloških in ekoloških značilnosti, katerim je bilo treba prilagoditi tudi projektne in obratovalne kriterije elektrarne.
Elektrarna naj bi prvotno delovala do leta 2023, a so ji na osnovi rednih periodičnih pregledov in dobrega stanja reaktorske posode podaljšali življenjsko dobo do 2043.

## Delovanje
Jedrska elektrarna Krško ima tlačnovodni reaktor, ki je eden od tehnično in komercialno najbolj razvitih ter ga uporablja večina jedrskih elektrarn v svetu. Voda oz. para se pretakata po treh, med seboj fizično ločenih krogih. 
Prvi krog, imenujemo ga primarni sistem ali primarni krog, vsebuje vir toplote - sredico reaktorja. Sredica reaktorja je v reaktorski tlačni posodi, ki je osrednji del primarnega sistema. Sredica reaktorja je zložena iz 121 gorivnih elementov. Gorivni element sestavljajo gorivne palice (cevi iz cirkonijeve zlitine Zircaloy, napolnjene s tabletkami obogatenega urana), zložene v razporedu 16 x 16. Od 256 mest jih 235 zasedajo gorivne palice, 20 mest je namenjenih regulacijskim palicam, ki so povezane v regulacijske svežnje, eno mesto pa je namenjeno za vodilo upravljalnih mehanizmov. Cevovodi povezujejo reaktorsko posodo z uparjalnikom in črpalko tako, da se hladilo (voda) pretaka skozi sredico reaktorja, nato skozi U - cevi uparjalnika (prenosnika toplote), skozi črpalko in nazaj v tlačno posodo. Vsako od teh zaključenih pretočnih poti imenujemo primarna hladilna zanka. Jedrska elektrarna Krško ima dve primarni hladilni zanki. 
Drugi krog, imenujemo ga sekundarni sistem ali sekundarni krog, je porabnik toplote primarnega sistema. Uparjalnik, ki je vmesni člen oziroma hkrati del primarnega in sekundarnega sistema, preko U - cevi prenese toploto primarnega hladila na sekundarno hladilo (vodo). Voda se v uparjalniku upari in odteka v parno turbino. Para se v parni turbini razpenja (ekspandira), pri čemer se del njene toplotne energije pretvori v mehansko energijo, ki poganja rotor turbine, ta pa električni generator. Ekspandirana para iz turbine odteka v kondenzator, kjer se v stiku s hladnimi cevmi kondenzatorja ohladi in kondenzira (odda svojo uparjalno toploto in se spremeni v kapljevino - vodo, ki jo imenujemo kondenzat). Kondenzatna in napajalna črpalka vračata vodo nazaj v uparjalnik, s čimer je zaključen tudi sekundarni krog.
Tretji krog je hladilni sistem kondenzatorja, imenujemo ga tudi terciarni sistem. Predstavlja ponor toplote za tisti del toplote primarnega sistema, ki ga niti teoretično ni mogoče pretvoriti v mehansko energijo in ga je treba odvajati v okolje (to toploto imenujemo "odpadna toplota"). Hladilni sistem kondenzatorja deluje tako, da črpalka črpa vodo iz reke in jo potiska skozi hladilne cevi kondenzatorja. Voda se ogreje, ko prejme toploto, ki jo je ob kondenzaciji na ceveh kondenzatorja oddala ekspandirana para in odteče nazaj v reko. S tem je zaključen tudi tretji hladilni krog. Jedrska elektrarna Krško za hlajenje kondenzatorja uporablja kombinirano hlajenje (vodo iz reke Save in hladilne stolpe).
Jedrska elektrarna ima poleg osnovnih elementov in sistemov, vidnih na shemi JEK, še precej pomožnih in varnostnih sistemov. Vse te elemente in sisteme lahko razdelimo na dve veliki skupini, ki ju imenujemo jedrski otok in turbinski otok. 
Jedrski otok sestavljajo primarni sistem, pomožni tekočinski sistemi, električni, instrumentacijski in regulacijski sistemi, ki so potrebni za delovanje primarnega sistema (do sem naštete sisteme včasih imenujemo tudi sistem za proizvodnjo pare) ter sistem za predelavo radioaktivnih odpadkov, sistem za ravnanje z gorivom in ventilacijske sisteme.
Turbinski otok je klasični del jedrske elektrarne, ki ga sestavljajo zelo podobni sistemi in deli kot so v termoelektrarni. Turbinski otok tvorita drugi in tretji krog s svojimi pomožnimi sistemi.

## Zgodovina in lastništvo

### Kronološki pregled
Kratka zgodovina izgradnje in delovanja Jedrske elektrarne Krško:
- 1964-1969: prve raziskave o možnosti gradnje jedrskega objekta na Krškem polju
- 1970: slovensko in hrvaško gospodarstvo skleneta pogodbo o graditvi dveh jedrskih elektrarn (druga načrtovana, a nikoli zgrajena lokacije je bila Prevlaka ob Savi blizu Zagreba)
- 1974: investitorja (Savske elektrarne Ljubljana in Elektroprivreda Zagreb) z ameriškim podjetjem Westinghouse Electric Corporation skleneta pogodbo o dobavi opreme in gradnji elektrarne
- 1.12. 1974: takratni jugoslovanski predsednik Tito položi temeljni kamen
- spomladi 1975: začetek gradbenih del
- maj 1981: v reaktorju prvič steče verižna reakcija; začetek prve faze poskusnega obratovanja
- avgust 1982: reaktor prvič doseže polno moč
- januar 1983: začetek komercialnega obratovanja
- junij 2000: konec projekta posodobitve z izdelavo in zamenjavo uparjalnikov, povečanjem moči elektrarne in dobavo popolnega simulatorja za trening operativnega osebja
- november 2003: izplačana posojila za gradnjo elektrarne
- 2006-2012: zamenjava nizkotlačnih turbin, zamenjava generatorja, zamenjava pokrova reaktorske posode
- 2008: dograjen nov hladilni stolp CT3, ki zagotavlja delovanje na polni moči tudi ob nizkih pretokih Save in visokih temperaturah
- 2011-2023: program nadgradnje varnosti
- 2023: izdano okoljevarstveno soglasje za podaljšano obratovanje do leta 2043[6]

### Formalni dogovori
Jedrska elektrarna Krško je bila zgrajena na podlagi samoupravnega sporazuma med nekdanjima jugoslovanskima republikama SR Slovenijo in SR Hrvaško, ki sta vsaka vložili polovico sredstev. 
Po osamosvojitvi obeh republik je pravni status NEK postal nedorečen. Urejen je bil z mednarodnim sporazumom, ki sta ga predstavnika obeh vlad podpisala 19. decembra 2001. Državni zbor Republike Slovenije je pogodbo ratificiral in je stopila v veljavo marca 2003.

Danes z elektrarno upravlja podjetje NEK d.o.o., ki je lastniško razdeljen na dva enaka poslovna deleža v lasti družbenikov GEN energija d.o.o. in Hrvatske elektroprivrede d.d. 

## Drugi blok
Zaradi padajočega deleža samoooskrbe z električno energijo Slovenija vedno bolj razmišlja o drugem bloku Jedrske elektrarne Krško (NEK 2; Nuklearna Elektrarna Krško 2). Jedrska energija je pomemben steber oskrbe z električno energijo v Sloveniji in kot nizkoogljičen vir lahko pomembno prispeva k trajnostni energetski prihodnosti. Projekt načrtovanja in priprave na gradnjo drugega bloka jedrske elektrarne v Krškem JEK 2 je eden osrednjih strateških razvojnih projektov skupine GEN.
Investicija v JEK 2 bo imela pozitiven vpliv na celotno slovensko in hrvaško gospodarstvo. JEK 2 pomeni varno in zanesljivo oskrbo z 8 do 12 TWh električne energije letno, odvisno od velikosti elektrarne ter ekonomsko aplikativnih 1 do 3 TWh prodane toplotne energije (od 13 do 19 TWh razpoložljive) v obliki daljinskega ogrevanja letno z ničnim stroškom CO2 kuponov in znižanim toplotnim onesnaževanjem v obliki kondenzacijske toplote. V svetu 43 jedrskih elektrarn zagotavlja daljinsko ogrevanje in s tem zagotavlja tudi odgovoren odnos do regionalnega okolja, doseg dobave toplote je ekonomičen do razdalje med 60 in 80 km od elektrarne. V letu 2024 je GEN energija podrobneje analizirala tri opcije: 1150 MW Westinghouse, 1300 MW Korea Hydro & Nuclear Power, 1650 MW Électricité de France. Podobni reaktor AP1000 v elektrarni Vogtle 4 je leta 2024 stal 18,4 milijarde USD moči 1250 MWel (3,415 MW toplote).
Gre za domač vir energije, kar vpliva na zmanjševanje energetske uvozne odvisnosti Slovenije. Jedrska energija je konkurenčen vir energije, ki zagotavlja predvidljivo in stabilno ceno električne energije. Kot nizkoogljičen vir energije zagotavlja tudi zmanjševanje izpustov CO2 na nacionalni ravni.